# Cheilosia qinlingensis
Cheilosia qinlingensis är en tvåvingeart som beskrevs av Huo, Ren och Zheng 2007. Cheilosia qinlingensis ingår i släktet örtblomflugor, och familjen blomflugor. Inga underarter finns listade i Catalogue of Life.